# Bisinoza
Bisinoza je bolezen dihal, ki nastane zaradi dolgotrajnega vdihavanja aktivno-vegetabilnega prahu (bombaž, konoplja). Do bisinoze pride v začetnih fazah predelave, pri odpiranju bal, čiščenju in predenju.